# TestDisk
TestDisk ist ein Kommandozeilenprogramm zur Datenrettung auf Festplatten-Partitionen.
Es wird von Christophe Grenier in der Programmiersprache C entwickelt und als freie Software auch im Quelltext unter den Bedingungen von Version 2 oder höher der GNU General Public License (GPL) im Set mit der Carving-Software PhotoRec verbreitet.
Bei allen populäreren Linux-Distributionen kann sie direkt mit der Paketverwaltung aus den Standard-Paketquellen installiert werden.

## Unterstützte Betriebssysteme
TestDisk läuft auf folgenden Betriebssystemen:
- DOS: FreeDOS, Windows 9x oder DOSBox
- Windows
- Linux
- BSD
- Oracle Solaris
- macOS

## Unterstützte Dateisysteme
TestDisk erkennt folgende Arten von Partitionstabellen:
- Apple Partition Map
- GUID Partition Table
- PC/Intel Partitionstabelle im Master Boot Record
- Solaris Disklabel
- Xbox FATX

Es kann auch mit unpartitionierten Datenträgern umgehen.

## Partitionswiederherstellung
TestDisk benötigt das BIOS oder ein Betriebssystem, um die Festplatte auslesen zu können.
TestDisk kann
- gelöschte Partitionen wiederherstellen
- Partitionstabellen wiederherstellen
- den Master Boot Record (MBR) neu erstellen[2]

TestDisk untersucht die Struktur und Integrität einer Festplatte. Danach sucht es nach nicht im MBR verzeichneten Partitionen. Dabei werden folgende Dateisysteme erkannt:
- Be File System (BeOS)
- BSD disklabel
- CramFS, Compressed File System
- DOS/Windows FAT 12, 16 und 32
- Windows exFAT
- HFS, HFS+ und HFSX, Hierarchical File System
- JFS, IBMs Journaled File System
- Linux ext2, ext3 und ext4
- Linux soft RAID (RAID 1, RAID 4, RAID 5, RAID 6)
- Linux Swap (Version 1 und 2)
- LVM und LVM2, Linux
- Novell Storage Services (NSS)
- NTFS (Windows NT)
- ReiserFS 3.5, 3.6 und 4
- Sun Solaris i386 disklabel
- Unix File System UFS und UFS2 (Sun, BSD...)
- XFS, SGI's Journaled File System

## Dateisystemreparatur und Dateiwiederherstellung
TestDisk kann die folgenden Dateisysteme reparieren oder gelöschte Dateien daraus wiederherstellen:
- FAT[5] (FAT12, FAT16, FAT32)
- NTFS[6]
- ext[7] (ext2, ext3, ext4)
- HFS+